# 619
Cette page concerne l'année 619  du calendrier julien.  Pour le nombre 619, voir 619 (nombre).
L'année 619 est une année commune qui commence un lundi.

## Événements
- Juin : prise d'Alexandrie par les Perses sous Khosro II, qui font la conquête de l'Égypte[1].
- 13 novembre : IIe concile de Séville présidé par Isidore de Séville. Il réaffirme avec la doctrine chalcédonienne des deux natures du Christ unies en une même personne[2].
- 23 décembre : début du pontificat de Boniface V (fin en 625)[3].

- Les Perses s’emparent d’Ancyre (Ankara)[4].
- Siège de Thessalonique par les Slaves alliés aux Avars (617-619)[5]. L'empereur Héraclius paie tribut au khagan des Avars, qui menace Constantinople, afin de mobiliser ses troupes contre les Perses. Devant la peste et la famine qui atteint la capitale, Héraclius songe un moment à l'abandonner pour se réfugier à Carthage[6].
- Ambassade d'un chef onoghour ou bulgare à Constantinople. Il reçoit la dignité de patrice et est baptisé avec sa suite[7]. Ce chef bulgare est peut-être le khan Organa, ou Ohran. Il aurait laissé en otage son neveu Kubrat, le futur khan des Bulgares[8].
- Mahomet peut revenir à La Mecque[9]. C’est à cette époque qu'il aurait voyagé dans le monde céleste et à Jérusalem sur le cheval El Borak (l’éclair)[10].
- Réforme fiscale dans la Chine des Tang. L'impôt ne porte plus sur les biens mais sur les personnes. Trois sortes de taxes sont définies : le tsu, payé en céréales, le yung, sorte de corvée, et le tiao, un impôt payé en tissu[11].
- Historia de regibus Gothorum, Vandalorum et Suevorum : « Histoire des rois des goths, vandales et suèves » écrite en latin par Isidore de Seville.

## Décès en 619
- 2 février : Laurent, deuxième archevêque de Cantorbéry.
- Décembre : Khadija, épouse de Mahomet[12].

- dMus-long dkon-pa bkra-gshis empereur du Tibet.